# Santiago Morales
Santiago Morales (Salta, 27 agosto 2001) è un calciatore argentino, difensore del Sarmiento (J).

## Carriera
Cresciuto nel settore giovanile del Belgrano, il 4 gennaio 2023 ha firmato un contratto triennale con il Sarmiento (J), club della prima divisione argentina Ha debuttato in prima squadra il 4 febbraio nell'incontro di Primera División perso 5-3 contro il Barracas Central.

## Statistiche

### Presenze e reti nei club
Statistiche aggiornate al 25 febbraio 2025.
| Stagione        | Squadra         | Campionato      | Campionato | Campionato | Coppe nazionali | Coppe nazionali | Coppe nazionali | Coppe continentali | Coppe continentali | Coppe continentali | Altre coppe | Altre coppe | Altre coppe | Totale | Totale | Totale |
| Stagione        | Squadra         | Comp            | Pres       | Reti       | Comp            | Pres            | Reti            | Comp               | Pres               | Reti               | Comp        | Pres        | Reti        | Pres   | Reti   |        |
| --------------- | --------------- | --------------- | ---------- | ---------- | --------------- | --------------- | --------------- | ------------------ | ------------------ | ------------------ | ----------- | ----------- | ----------- | ------ | ------ | ------ |
| 2023            | Sarmiento (J)   | PD              | 1          | 0          | CA+CdL          | 0               | 0               | -                  | -                  | -                  | -           | -           | -           | 1      | 0      |        |
| 2024            | Sarmiento (J)   | PD              | 1          | 0          | CA+CdL          | 0               | 0               | -                  | -                  | -                  | -           | -           | -           | 1      | 0      |        |
| 2025            | Sarmiento (J)   | PD              | 4          | 0          | CA              | 0               | 0               | -                  | -                  | -                  |             | -           | -           | 4      | 0      |        |
| Totale carriera | Totale carriera | Totale carriera | 6          | 0          |                 | 0               | 0               |                    | -                  | -                  |             | -           | -           | 6      | 0      |        |